# Camill Hoffmann
Camill Hoffmann (auch: Kamil Hoffmann; geboren 31. Oktober 1878 in Kolín, Österreich-Ungarn; gestorben Oktober 1944 im KZ Auschwitz) war ein böhmisch-tschechoslowakischer Journalist und Schriftsteller.

## Leben
Camill Hoffmann stammte aus einer jüdischen Gastwirtsfamilie und war deutscher Muttersprachler. Er wuchs in Prag auf, besuchte das Altstädter Deutsche Gymnasium in Prag und schloss eine Ausbildung an einer Handelsschule an. 1900 ging er nach Wien. 1903 wurde er Feuilletonredakteur der linksliberalen Wiener Tages- und Wochenzeitung Die Zeit. Er zählte zum Kreis junger Dichter um Hugo von Hofmannsthal. 1902 erschien sein Gedichtband Adagio stiller Abende, und gemeinsam mit Stefan Zweig war er Herausgeber und Übersetzer eines Gedichtbands von Charles Baudelaire. 1910 veröffentlichte er einen zweiten Gedichtband, Die Vase. 1911 zog Hoffmann nach Dresden um. Hier war er bis 1918 Feuilletonredakteur der Dresdner Neuesten Nachrichten. Auch hier tauchte er in die Schriftsteller- und Künstlerszene ein. 1912 erschien Hoffmanns Gedichtsammlung Deutsche Lyrik aus Österreich, 1913 eine Edition historischer Liebesbriefe. Er übersetzte aus dem Tschechischen und Französischen ins Deutsche. Er selbst veröffentlichte weit überwiegend auf Deutsch.
Im Oktober 1918 wurde die Tschechoslowakische Republik gegründet. Hoffmann kehrte nach Prag zurück und arbeitete in der Presseabteilung des Prager Ministerratspräsidiums, bevor er 1920 in die neue Berliner Gesandtschaft versetzt wurde. In Berlin blieb er außergewöhnlich lange, bis Herbst 1938, im Range eines Legationsrats Kulturattaché und Pressechef  der Botschaft der ČSR. Er setzte sich intensiv für den kulturellen Austausch ein. Er unterbrach die Tätigkeit nur für kurze Reisen und 1921 auf Bitte von Staatspräsident Tomáš Masaryk und Außenminister Edvard Beneš für den Aufbau der deutschsprachigen, vom Staat finanzierten Zeitung Prager Presse für die deutschsprachige Minderheit. Hoffmanns nominelle Stellung in der diplomatischen Hierarchie war gering, aber sein tatsächlicher Einfluss in Berlin und in Prag waren weit größer, da er als ausgezeichnet informiert und vernetzt galt – sowohl in politischen Kreisen als auch der Kultur.
In diesen Jahren übersetzte er Tomáš Garrigue Masaryks Weltrevolution, Edvard Beneš’ Aufstand der Nationen und Karel Čapeks Gespräche mit Masaryk ins Deutsche, außerdem aus dem Französischen unter anderem Werke von Balzac, Baudelaire und Charles-Louis Philippe.
Hoffmann war mit der Tochter Irma seiner Schwester Johanna Oplatka verheiratet, die Kunstkritikerin Edith Hoffmann-Yapou ist eine Tochter.
Während der nationalsozialistischen Herrschaft nutzte Hoffmann seine Kontakte, um deutschen Juden zum Untertauchen und zur Flucht zu verhelfen, und um Archive deutscher Schriftsteller vor der Beschlagnahmung und Zerstörung zu retten. In der Sudetenkrise 1938 wurde sein Posten in Berlin unhaltbar. Er kehrte nach Prag zurück und wurde in den Ruhestand versetzt.
Hoffmann und seine Frau wurden 1942 im von den Deutschen okkupierten Protektorat Böhmen und Mähren in das Ghetto Theresienstadt eingeliefert und 1944 nach Auschwitz deportiert und dort ermordet.

1988 veröffentlichte das Münchner Institut für Zeitgeschichte Auszüge aus seinem von 1932 bis 1939 geführten politischen Tagebuch als Zeitdokument. Die Anregung zur Veröffentlichung ging von seiner Tochter Edith Hoffmann-Yapou aus, die in Jerusalem lebte. Eine erweiterte Fassung erschien 1995, kommentiert von Dieter Sudhoff, als Buch in einem österreichischen Verlag.

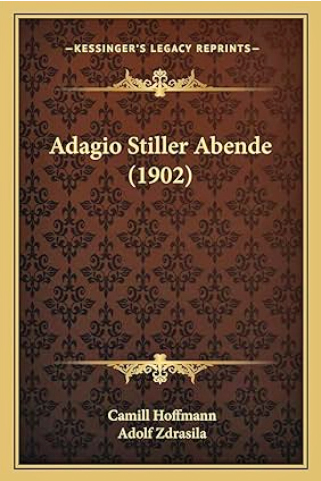
Titelseite seines Buchs „Adagio stiller Abende“, illustriert von Adolf Zdrasila

2016 wurde eine Auswahl seiner Gedichte zusammen mit einer Kurzbiografie in einer deutsch-tschechischen Anthologie neu aufgelegt. Einen Teil der Druckkosten übernahm seine Geburtsstadt Kolín. Im Mai 2017 wurde der Band in der Maisel-Synagoge Prag vorgestellt.

## Werk
- Adagio stiller Abende, 1902
- Die Vase, 1911
- Deutsche Lyrik aus Österreich, 1911
- Briefe der Liebe, 1913
- Glocken meiner Heimat, 1936.
- Politisches Tagebuch 1932–1939. Hrsgg. und kommentiert von Dieter Sudhoff, Alekto-Verlag. Klagenfurt 1995 (Edition Mnemosyne 4), ISBN 3-900743-90-8

### Biographische Skizzen
- Hoffmann, Camill. In: Lexikon deutsch-jüdischer Autoren. Band 12: Hirs–Jaco. Hrsg. vom Archiv Bibliographia Judaica. Saur, München 2008, ISBN 978-3-598-22692-2, S. 179–187.
- Hoffmann Camill. In: Österreichisches Biographisches Lexikon 1815–1950 (ÖBL). Band 2, Verlag der Österreichischen Akademie der Wissenschaften, Wien 1959, S. 376.
- Bruno Jahn: Hoffmann, Camill. In: Ders.: Die deutschsprachige Presse. Ein biographisch-bibliographisches Handbuch. Band 1. De Gruyter, München 2005, S. 469. [GoogleBooks]
- Elias Hurwicz: Erinnerung an Camill Hoffmann. In: Berliner Hefte, 1947, S. 952f.
- Killy. „Hoffmann, Camill“. Rudolf Vierhaus (Hrsg.), Deutsche Biographische Enzyklopädie, Band 5, K. G. Saur, München 2006, S. 52–53.
- Franz Peter Künzel: Hoffmann, Camill. In: Neue Deutsche Biographie (NDB). Band 9, Duncker & Humblot, Berlin 1972, ISBN 3-428-00190-7, S. 403 f. (Digitalisat).
- Susanne Blumesberger, Michael Doppelhofer, Gabriele Mauthe: Handbuch österreichischer Autorinnen und Autoren jüdischer Herkunft 18. bis 20. Jahrhundert. Band 1: A–I. Hrsg. von der Österreichische Nationalbibliothek. Saur, München 2002, ISBN 3-598-11545-8, S. 565f.
- Pavel Polák, Camill Hoffmann. Eine Biographie. Thesis, Karls-Universität Prag, 2011.

### Einzelthemen
- Johann Wilhelm Brügel und Norbert Frei: „Berliner Tagebuch 1932–1934. Aufzeichnungen des tschechoslowakischen Diplomaten Camill Hoffmann“. Dokumentation. In: Vierteljahrshefte für Zeitgeschichte 36. Jg., Nr. 1, 1988, S. 131–183.
- Robert M. Solis: Apokalyptische Motive in „Glühende Landschaft“ Camill Hoffmanns im Kontext zeitgenössischer Lyrik zum Ersten Weltkrieg. In: Ewa Wojno-Owczarska (Hrsg.) Literarische Katastrophendiskurse im 20. und 21 Jahrhundert. Peter Lang Verlag, Berlin 2019, ISBN 978-3-631-74702-5, S. 59–76.
- Camill Hoffmann: Wien – Berlin. Theaterfragen, 22. Januar 1905. In: Martin Anton Müller (Hrsg.): Arthur Schnitzler: „Das Zeitlose ist von kürzester Dauer“. Interviews, Meinungen, Proteste. 1. Auflage. Wallstein Verlag, Göttingen 2023, ISBN 978-3-8353-5471-5, S. 53.
- Jürgen Serke: Böhmische Dörfer. Wanderungen durch eine verlassene literarische Landschaft. Paul Zsolnay Verlag, Wien und Hamburg 1987, ISBN 978-3-552-03926-1